# 韓羅賢
韓羅賢（英語：Lo Hsien Han，1967年10月16日—)，出生於台北市、籍貫山東煙台。是一名娛樂經紀人、歌唱表演教練，歌唱表演評審、樂團比賽評審、音樂唱片製作人、綜藝節目製作人及詞曲創作人。

## 经历
曾任職天將唱片、友善的狗、真言社、魔岩唱片以及滾石唱片。並擔任歌手的專輯和現場和聲。2001年和音樂人林揮斌、陳建良合作開設闊耳演藝經紀事務工作室，擔任經紀人及負責人。同年簽下五位歌手，許慧欣、何欣穗、許哲珮、張懸、蕭瀟。
2002年和音樂人許常德共同創立可達娛樂股份有限公司，同年簽下Kone、二女兩組藝人。
2003年和唱片人左惠夫、藝人彭康育（小刀）合開捍衛艦娛樂股份有限公司。
2004年創立闊洋娛樂股份有限公司，開始製作綜藝節目，節目有這些年那些年（公視）、火車看世界（亞旅）、戰國星天王（台視）、中國部落格（亞旅）、決戰濁水溪（台視）、今天誰會贏（華視）、時尚王牌（TVBS）、寵物部落格（TVBS）等。
2007年服務於百是傳播、明日之星選手村，EXPG藝能專門訓練學校歌唱教練，並就職於楚真唱片擔任總經理。
2009年開設KEDA藝能專門訓練學校擔任校長。
2016年於薩摩亞商京壐娛樂股份有限公司擔任總經理。

## 學歷
畢業於陽明山國民小學、格致國中、開南商工建築科、佛羅里達州羅德岱堡藝術學院音樂與視覺市場系。

## 組成WHY NOT樂團
- 1984年WHY NOT樂團成立，共更名三次，換了四代團員。韓羅賢參與第一代至第三代，職位為主唱吉他手。

## 外部連結
- 闊耳官方Facebook粉絲專頁 （页面存档备份，存于）